# Richard Garriott
Richard Garriott (* 4. července 1961, Cambridge, Anglie, Spojené království) je americký autor a producent počítačových her. Podílel se na vývoji her série Ultima, Lineage a Tabula Rasa. Roku 2008 se v 15. návštěvní expedici vydal na týden do vesmíru na Mezinárodní vesmírnou stanici (ISS) jako „vesmírný turista“.

## Život

### Podnikatel a filantrop
Richard Garriott se narodil v Cambridgi v Anglii, vyrůstal v Nassau Bay v Texasu. Jeho otec, Owen Garriott, byl v letech 1965–1986 astronautem NASA, který dvakrát vzlétl na oběžnou dráhu Země (v misích Skylab 3 a STS-9). Richard se už na střední škole zajímal o programování a počítačové hry, patrně proto i studium na University of Texas nedokončil.
První svou hru – Akalabeth: World of Doom – vytvořil roku 1980. Začátkem 80. let byl autorem her série Ultima (Ultima I, Ultima II, Ultima III...). Roku 1983 založil s otcem a bratrem Robertem vlastní firmu zabývající se vývojem her, kterou nazvali Origin Systems. Roku 1992 ji Garriottové prodali společnosti Electronic Arts, zůstali však v ní do roku 2000, kdy na zrušení dalšího vývoje reagovali odchodem a založením nového podniku Destination Games, který se záhy stal součástí jihokorejské NCsoft.
V éře Origin Systems se jeho nejznámějšími díly staly série Ultima, Wing Commander, Crusader a od roku 1997 MMORPG Ultima Online, společnost Destination Games roku 2007 vydala MMORPG Tabula Rasa.

### Kosmonaut
Koncem září 2007 oznámila společnost Space Adventures, že Richard Garriott obsadí místo vesmírného turisty v Sojuzu TMA-13 startujícím v říjnu 2008 k Mezinárodní vesmírné stanici (ISS), do kosmu měl letět jako člen 15. návštěvní expedice na ISS. Garriott prošel výcvikem ve Středisku přípravy kosmonautů (CPK) v Hvězdném městečku, cesta jej stála 30 miliónů dolarů.
Do vesmíru odstartoval 12. října 2008 na palubě Sojuzu TMA-13 společně se členy Expedice 18 Jurijem Lončakovem a Michaelem Finckem. Na stanici se věnoval lékařsko-biologickým experimentům prováděným pro Evropskou kosmickou agenturu (ESA) a NASA a dále popularizačním a vzdělávacím aktivitám. Na Zem se vrátil 24. října 2008 v Sojuzu TMA-12 se Sergejem Volkovem a Olegem Kononěnkem.